# Rally di Finlandia 2023
Il Rally di Finlandia 2023, ufficialmente denominato 72nd Secto Rally Finland, è stata la nona prova del campionato del mondo rally 2023 nonché la settantaduesima edizione del Rally di Finlandia e la cinquantesima con valenza mondiale.

## Riepilogo
La manifestazione si è svolta dal 3 al 6 agosto sugli ondulati sterrati che attraversano le foreste della Finlandia Centrale nel territorio attorno alla città di Jyväskylä, sede abituale del rally, nella quale fu allestito anche il parco assistenza per tutti i concorrenti.
L'evento è stato vinto dal britannico Elfyn Evans, navigato dal connazionale Scott Martin, al volante di una Toyota GR Yaris Rally1 della squadra Toyota Gazoo Racing WRT, seguiti dalla coppia belga formata da Thierry Neuville e Martijn Wydaeghe, secondi classificati su Hyundai i20 N Rally1 della scuderia Hyundai Shell Mobis WRT, e dal binomio composto dal giapponese Takamoto Katsuta e dall'irlandese Aaron Johnston, giunti terzi a bordo di un'altra Toyota GR Yaris Rally1 ufficiale a completare un atipico podio senza equipaggi finlandesi. Per la coppia britannica si trattò del secondo successo stagionale dopo quello conquistato in Croazia, il settimo in carriera per Evans e il sesto per Martin, che permise loro di ridurre il distacco in classifica generale da Rovanperä e Halttunen, ritiratisi a causa di un incidente, a 25 punti, rilanciando di fatto la lotta per il mondiale; Neuville e Wydaeghe, i quali bissarono il secondo posto ottenuto due settimane prima in Estonia e il sesto podio nel 2023, si confermarono invece in terza posizione nella graduatoria iridata; per Katsuta e Johnston fu invece il primo piazzamento stagionale tra i primi tre. Ci fu anche il ritorno alle corse per il direttore sportivo della squadra Toyota Jari-Matti Latvala, navigato per l'occasione dall'ex pilota Juho Hänninen, il quale terminò la sua 210ª gara iridata al quinto posto assoluto.
I finlandesi Sami Pajari ed Enni Mälkönen, su Škoda Fabia RS Rally2 della scuderia Toksport WRT 2, hanno invece conquistato il loro primo successo in carriera nel campionato WRC-2. Nella serie WRC-3 si sono invece imposti i finlandesi Benjamin Korhola e Pekka Kelander su Ford Fiesta Rally3 del team Rautio Motorsport, a loro volta alla prima vittoria in una categoria di supporto alla rassegna iridata.

## Dati della prova
| Denominazione ufficiale             | Secto Rally Finland                                   |
| Edizione N°                         | 72                                                    |
| Tappa N°                            | 9 di 13                                               |
| Data manifestazione                 | da giovedì 03/08/2023 a domenica 06/08/2023           |
| Sede ospitante                      | Jyväskylä (Finlandia Centrale, Finlandia)             |
| Sede parco assistenza               | Paviljonki, Jyväskylä                                 |
| Superficie                          | Sterrato                                              |
| Direttore di gara                   | Kai Tarkiainen                                        |
| Iscritti                            | 66                                                    |
| Partiti                             | 66                                                    |
| Arrivati                            | 49 (74,2% dei partiti)                                |
| Prove speciali                      | 22                                                    |
| Prova più breve                     | 3,48 km (PS1 e PS10: Harju)                           |
| Prova più lunga                     | 20,65 km (PS14 e PS18: Vekkula)                       |
| Prova più lenta                     | velocità media di 76,2 km/h (PS10: Harju 2)           |
| Prova più veloce                    | velocità media di 143,0 km/h (PS3: Lankamaa 1)        |
| Lunghezza prove speciali            | 320,56 km (21,8% della distanza totale)               |
| Lunghezza complessiva trasferimenti | 1151,07 km                                            |
| Distanza totale                     | 1471,63 km                                            |
| Media oraria del vincitore          | velocità media di 125,6 km/h (320,56 km in 2h33'11"3) |

## Itinerario
| Frazione           | Prova  | Ora    | Nome                                                | Lunghezza | Totale    |
| ------------------ | ------ | ------ | --------------------------------------------------- | --------- | --------- |
| Frazione 1 (3 ago) | PS1    | 19:05  | Harju 1                                             | 3,48 km   | 3,48 km   |
| Frazione 1 (3 ago) |        | 19:40  | Assistenza (flexi) – Paviljonki, Jyväskylä (15 min) | –         | 3,48 km   |
|                    |        |        |                                                     |           |           |
| Frazione 2 (4 ago) | PS2    | 08:05  | Laukaa 1                                            | 11,78 km  | 108,24 km |
| Frazione 2 (4 ago) | PS3    | 09:03  | Lankamaa 1                                          | 14,21 km  | 108,24 km |
| Frazione 2 (4 ago) | PS4    | 10:21  | Myhinpää 1                                          | 15,51 km  | 108,24 km |
| Frazione 2 (4 ago) | PS5    | 11:35  | Halttula 1                                          | 9,14 km   | 108,24 km |
| Frazione 2 (4 ago) |        | 12:54  | Riordino – Paviljonki, Jyväskylä (42 min)           | –         | 108,24 km |
| Frazione 2 (4 ago) |        | 13:02  | Assistenza – Paviljonki, Jyväskylä (40 min)         | –         | 108,24 km |
| Frazione 2 (4 ago) | PS6    | 14:32  | Laukaa 2                                            | 11,78 km  | 108,24 km |
| Frazione 2 (4 ago) | PS7    | 15:30  | Lankamaa 2                                          | 14,21 km  | 108,24 km |
| Frazione 2 (4 ago) | PS8    | 16:48  | Myhinpää 2                                          | 15,51 km  | 108,24 km |
| Frazione 2 (4 ago) | PS9    | 18:05  | Halttula 2                                          | 9,14 km   | 108,24 km |
| Frazione 2 (4 ago) |        | 18:50  | Riordino – Paviljonki, Jyväskylä (52 min)           | –         | 108,24 km |
| Frazione 2 (4 ago) | PS10   | 20:05  | Harju 2                                             | 3,48 km   | 108,24 km |
| Frazione 2 (4 ago) |        | 20:40  | Assistenza (flexi) – Paviljonki, Jyväskylä (45 min) | –         | 108,24 km |
|                    |        |        |                                                     |           |           |
| Frazione 3 (5 ago) | PS11   | 08:05  | Västilä 1                                           | 18,94 km  | 160,68 km |
| Frazione 3 (5 ago) | PS12   | 09:05  | Päijälä 1                                           | 20,19 km  | 160,68 km |
| Frazione 3 (5 ago) | PS13   | 10:05  | Rapsula 1                                           | 20,56 km  | 160,68 km |
| Frazione 3 (5 ago) | PS14   | 11:05  | Vekkula 1                                           | 20,65 km  | 160,68 km |
| Frazione 3 (5 ago) |        | 12:35  | Riordino – Paviljonki, Jyväskylä (42 min)           | –         | 160,68 km |
| Frazione 3 (5 ago) |        | 13:17  | Assistenza – Paviljonki, Jyväskylä (40 min)         | –         | 160,68 km |
| Frazione 3 (5 ago) | PS15   | 15:35  | Västilä 2                                           | 18,94 km  | 160,68 km |
| Frazione 3 (5 ago) | PS16   | 16:35  | Päijälä 2                                           | 20,19 km  | 160,68 km |
| Frazione 3 (5 ago) | PS17   | 17:32  | Rapsula 2                                           | 20,56 km  | 160,68 km |
| Frazione 3 (5 ago) | PS18   | 18:35  | Vekkula 2                                           | 20,65 km  | 160,68 km |
| Frazione 3 (5 ago) |        | 20:15  | Assistenza (flexi) – Paviljonki, Jyväskylä (45 min) | –         | 160,68 km |
|                    |        |        |                                                     |           |           |
| Frazione 4 (6 ago) | PS19   | 07:53  | Moksi-Sahloinen 1                                   | 16,56 km  | 51,64 km  |
| Frazione 4 (6 ago) | PS20   | 09:05  | Himos-Jämsä 1                                       | 9,26 km   | 51,64 km  |
| Frazione 4 (6 ago) | PS21   | 10:30  | Moksi-Sahloinen 2                                   | 16,56 km  | 51,64 km  |
| Frazione 4 (6 ago) |        | 11:43  | Riordino – Himos, Jämsä (60 min)                    | –         | 51,64 km  |
| Frazione 4 (6 ago) |        | 12:43  | Cambio gomme – Himos, Jämsä (15 min)                | –         | 51,64 km  |
| Frazione 4 (6 ago) | PS22   | 13:15  | Himos-Jämsä 2 (power stage)                         | 9,26 km   | 51,64 km  |
| Totale             | Totale | Totale | Totale                                              | 320,56 km | 320,56 km |

## Risultati

### Classifica
| Pos.      | Nº       | Pilota             | Copilota               | Auto                   | Squadra                 | Classe/Validità | Tempo     | Distacco   | Punti    |
| Generale  | Generale | Generale           | Generale               | Generale               | Generale                | Generale        | Generale  | Generale   | Generale |
| --------- | -------- | ------------------ | ---------------------- | ---------------------- | ----------------------- | --------------- | --------- | ---------- | -------- |
| 1.        | 33       | Elfyn Evans        | Scott Martin           | Toyota GR Yaris Rally1 | Toyota Gazoo Racing WRT | WRC             | 2h33'11"3 | –          | 30       |
| 2.        | 11       | Thierry Neuville   | Martijn Wydaeghe       | Hyundai i20 N Rally1   | Hyundai Shell Mobis WRT | WRC             | 2h33'50"4 | +39"1      | 22       |
| 3.        | 18       | Takamoto Katsuta   | Aaron Johnston         | Toyota GR Yaris Rally1 | Toyota Gazoo Racing WRT | WRC             | 2h34'48"0 | +1'36"7    | 17       |
| 4.        | 3        | Teemu Suninen      | Mikko Markkula         | Hyundai i20 N Rally1   | Hyundai Shell Mobis WRT | WRC             | 2h34'52"3 | +1'41"0    | 15       |
| 5.        | 97       | Jari-Matti Latvala | Juho Hänninen          | Toyota GR Yaris Rally1 | Toyota Gazoo Racing WRT | WRC             | 2h37'20"7 | +4'09"4    | 11       |
| 6.        | 21       | Oliver Solberg     | Elliott Edmondson      | Škoda Fabia Rally2 Evo | -                       | RC2             | 2h42'44"9 | +9'33"6    | 8        |
| 7.        | 27       | Sami Pajari        | Enni Mälkönen          | Škoda Fabia RS Rally2  | Toksport WRT            | WRC-2           | 2h43'15"0 | +10'03"7   | 6        |
| 8.        | 26       | Adrien Fourmaux    | Alexandre Coria        | Ford Fiesta Rally2     | M-Sport Ford WRT        | WRC-2           | 2h43'48"8 | +10'37"5   | 4        |
| 9.        | 25       | Nikolaj Grjazin    | Konstantin Aleksandrov | Škoda Fabia RS Rally2  | Toksport WRT 2          | WRC-2           | 2h44'22"8 | +11'11"5   | 2        |
| 10.       | 24       | Andreas Mikkelsen  | Torstein Eriksen       | Škoda Fabia RS Rally2  | Toksport WRT 3          | WRC-2           | 2h44'46"5 | +11'35"2   | 1        |
| WRC-2     |          |                    |                        |                        |                         |                 |           |            |          |
| 1. (7.)   | 27       | Sami Pajari        | Enni Mälkönen          | Škoda Fabia RS Rally2  | Toksport WRT            | WRC-2           | 2h43'15"0 | –          | 25       |
| 2. (8.)   | 26       | Adrien Fourmaux    | Alexandre Coria        | Ford Fiesta Rally2     | M-Sport Ford WRT        | WRC-2           | 2h43'48"8 | +33"8      | 18       |
| 3. (9.)   | 25       | Nikolaj Grjazin    | Konstantin Aleksandrov | Škoda Fabia RS Rally2  | Toksport WRT 2          | WRC-2           | 2h44'22"8 | +1'07"8    | 17       |
| 4. (10.)  | 24       | Andreas Mikkelsen  | Torstein Eriksen       | Škoda Fabia RS Rally2  | Toksport WRT 3          | WRC-2           | 2h44'46"5 | +1'31"5    | 13       |
| 5. (11.)  | 30       | Mikko Heikkilä     | Samu Vaaleri           | Škoda Fabia RS Rally2  | -                       | WRC-2           | 2h45'15"6 | +2'23"0    | 11       |
| 6. (12.)  | 34       | Georg Linnamäe     | James Morgan           | Hyundai i20 N Rally2   | -                       | WRC-2           | 2h45'32"2 | +2'17"2    | 8        |
| 7. (13.)  | 36       | Mikołaj Marczyk    | Szymon Gospodarczyk    | Škoda Fabia RS Rally2  | -                       | WRC-2           | 2h45'59"0 | +2'44"0    | 6        |
| 8. (14.)  | 29       | Lauri Joona        | Tuukka Shemeikka       | Škoda Fabia Rally2 Evo | -                       | WRC-2           | 2h45'59"4 | +2'44"4    | 4        |
| 9. (15.)  | 40       | Grégoire Munster   | Louis Louka            | Ford Fiesta Rally2     | M-Sport Ford WRT        | WRC-2           | 2h47'48"5 | +4'33"5    | 2        |
| 10. (16.) | 44       | Nicolas Ciamin     | Yannick Roche          | Volkswagen Polo GTI R5 | -                       | WRC-2           | 2h49'50"3 | +6'35"3    | 1        |
| ...       | ...      | ...                | ...                    | ...                    | ...                     | ...             | ...       | ...        | ...      |
| 13. (20.) | 23       | Emil Lindholm      | Reeta Hämäläinen       | Hyundai i20 N Rally2   | Hyundai Motorsport N    | WRC-2           | 2h53'34"6 | +10'19"6   | 3        |
| WRC-3     |          |                    |                        |                        |                         |                 |           |            |          |
| 1. (21.)  | 53       | Benjamin Korhola   | Pekka Kelander         | Ford Fiesta Rally3     | Rautio Motorsport       | WRC-3           | 2h54'27"0 | –          | 25       |
| 2. (22.)  | 57       | Jesse Kallio       | Jussi Lindberg         | Ford Fiesta Rally3     | -                       | WRC-3           | 2h55'02"6 | +35"6      | 18       |
| 3. (25.)  | 56       | Filip Kohn         | Tom Woodburn           | Ford Fiesta Rally3     | -                       | WRC-3           | 2h59'39"6 | +5'12"6    | 15       |
| 4. (29.)  | 59       | Henri Timonen      | Jussi Kärpijoki        | Ford Fiesta Rally3     | -                       | WRC-3           | 3h08'42"1 | +14'15"1   | 12       |
| 5. (33.)  | 62       | Tuomas Vihtari     | Ville Harvia           | Ford Fiesta Rally3     | -                       | WRC-3           | 3h15'20"2 | +20'53"2   | 10       |
| 6. (35.)  | 60       | Brendan Cumiskey   | Arthus Kierans         | Ford Fiesta Rally3     | -                       | WRC-3           | 3h16'44"9 | +22'17"9   | 8        |
| 7. (36.)  | 61       | Ville Laakso       | Jani Luhtaniemi        | Ford Fiesta Rally3     | -                       | WRC-3           | 3h17'43"2 | +23'16"2   | 6        |
| 8. (48.)  | 64       | Petr Borodin       | Roman Čeprassov        | Ford Fiesta Rally3     | -                       | WRC-3           | 4h53'42"5 | +1h59'15"5 | 4        |

| Principali ritiri | Principali ritiri | Principali ritiri | Principali ritiri | Principali ritiri      | Principali ritiri       | Principali ritiri | Principali ritiri  | Principali ritiri |
| PS                | Nº                | Pilota            | Copilota          | Auto                   | Squadra                 | Classe            | Causa              | Pos. rit.         |
| ----------------- | ----------------- | ----------------- | ----------------- | ---------------------- | ----------------------- | ----------------- | ------------------ | ----------------- |
| PS 3              | 8                 | Ott Tänak         | Martin Järveoja   | Ford Puma Rally1       | M-Sport Ford WRT        | WRC               | Motore             | 2º                |
| PS 5              | 4                 | Esapekka Lappi    | Janne Ferm        | Hyundai i20 N Rally1   | Hyundai Shell Mobis WRT | WRC               | Incidente          | 4º                |
| PS 8              | 69                | Kalle Rovanperä   | Jonne Halttunen   | Toyota GR Yaris Rally1 | Toyota Gazoo Racing WRT | WRC               | Capottamento       | 1º                |
| PS 15             | 28                | Jari Huttunen     | Antti Haapala     | Škoda Fabia RS Rally2  | -                       | WRC-2             | Danno da incidente | 6º                |
| PS 16             | 22                | Gus Greensmith    | Jonas Andersson   | Škoda Fabia RS Rally2  | Toksport WRT 3          | WRC-2             | Capottamento       | 11º               |

Legenda

Pos. = posizione; Nº = numero di gara; PS = prova speciale; Pos. rit. = posizione detenuta prima del ritiro.
| Icona | Note                                                                                     |
| ----- | ---------------------------------------------------------------------------------------- |
| WRC   | Equipaggio di classe Rally1 che può conquistare punti per il campionato costruttori.     |
| WRC   | Equipaggio di classe Rally1 che non può conquistare punti per il campionato costruttori. |
| WRC-2 | Equipaggio di classe RC2 registrato al campionato WRC-2.                                 |
| WRC-3 | Equipaggio di classe RC3 registrato al campionato WRC-3.                                 |
| JWRC  | Equipaggio di classe RC3 registrato al campionato Junior WRC.                            |
|       | Ulteriori classificazioni                                                                |

### Prove speciali
| Frazione           | Prova | Ora   | Nome                        | Lunghezza | Vincitori                         | Tempo   | Velocità media | Leader del rally                |  |
| ------------------ | ----- | ----- | --------------------------- | --------- | --------------------------------- | ------- | -------------- | ------------------------------- |  |
| Frazione 1 (3 ago) | PS1   | 19:05 | Harju 1                     | 3,48 km   | Ott Tänak Martin Järveoja         | 2'39"0  | 78,8 km/h      | Ott Tänak Martin Järveoja       |  |
|                    |       |       |                             |           |                                   |         |                |                                 |  |
| Frazione 2 (4 ago) | PS2   | 08:05 | Laukaa 1                    | 11,78 km  | Takamoto Katsuta Aaron Johnston   | 5'36"1  | 126,2 km/h     | Kalle Rovanperä Jonne Halttunen |  |
| Frazione 2 (4 ago) | PS3   | 09:03 | Lankamaa 1                  | 14,21 km  | Kalle Rovanperä Jonne Halttunen   | 5'57"8  | 143,0 km/h     | Kalle Rovanperä Jonne Halttunen |  |
| Frazione 2 (4 ago) | PS4   | 10:21 | Myhinpää 1                  | 15,51 km  | Kalle Rovanperä Jonne Halttunen   | 6'55"7  | 134,3 km/h     | Kalle Rovanperä Jonne Halttunen |  |
| Frazione 2 (4 ago) | PS5   | 11:35 | Halttula 1                  | 9,14 km   | Kalle Rovanperä Jonne Halttunen   | 4'21"0  | 126,1 km/h     | Kalle Rovanperä Jonne Halttunen |  |
| Frazione 2 (4 ago) | PS6   | 14:32 | Laukaa 2                    | 11,78 km  | Kalle Rovanperä Jonne Halttunen   | 5'40"5  | 124,5 km/h     | Kalle Rovanperä Jonne Halttunen |  |
| Frazione 2 (4 ago) | PS7   | 15:30 | Lankamaa 2                  | 14,21 km  | Kalle Rovanperä Jonne Halttunen   | 6'05"7  | 139,9 km/h     | Kalle Rovanperä Jonne Halttunen |  |
| Frazione 2 (4 ago) | PS8   | 16:48 | Myhinpää 2                  | 15,51 km  | Thierry Neuville Martijn Wydaeghe | 6'59"6  | 133,1 km/h     | Elfyn Evans Scott Martin        |  |
| Frazione 2 (4 ago) | PS9   | 18:05 | Halttula 2                  | 9,14 km   | Thierry Neuville Martijn Wydaeghe | 4'20"7  | 126,2 km/h     | Elfyn Evans Scott Martin        |  |
| Frazione 2 (4 ago) | PS10  | 20:05 | Harju 2                     | 3,48 km   | Thierry Neuville Martijn Wydaeghe | 2'44"5  | 76,2 km/h      | Elfyn Evans Scott Martin        |  |
|                    |       |       |                             |           |                                   |         |                |                                 |  |
| Frazione 3 (5 ago) | PS11  | 08:05 | Västilä 1                   | 18,94 km  | Elfyn Evans Scott Martin          | 8'29"5  | 133,8 km/h     | Elfyn Evans Scott Martin        |  |
| Frazione 3 (5 ago) | PS12  | 09:05 | Päijälä 1                   | 20,19 km  | Elfyn Evans Scott Martin          | 9'39"0  | 125,5 km/h     | Elfyn Evans Scott Martin        |  |
| Frazione 3 (5 ago) | PS13  | 10:05 | Rapsula 1                   | 20,56 km  | Elfyn Evans Scott Martin          | 9'55"2  | 124,4 km/h     | Elfyn Evans Scott Martin        |  |
| Frazione 3 (5 ago) | PS14  | 11:05 | Vekkula 1                   | 20,65 km  | Elfyn Evans Scott Martin          | 10'09"4 | 122,0 km/h     | Elfyn Evans Scott Martin        |  |
| Frazione 3 (5 ago) | PS15  | 15:35 | Västilä 2                   | 18,94 km  | Elfyn Evans Scott Martin          | 8'23"4  | 135,4 km/h     | Elfyn Evans Scott Martin        |  |
| Frazione 3 (5 ago) | PS16  | 16:35 | Päijälä 2                   | 20,19 km  | Elfyn Evans Scott Martin          | 9'32"0  | 127,1 km/h     | Elfyn Evans Scott Martin        |  |
| Frazione 3 (5 ago) | PS17  | 17:32 | Rapsula 2                   | 20,56 km  | Elfyn Evans Scott Martin          | 9'49"0  | 125,7 km/h     | Elfyn Evans Scott Martin        |  |
| Frazione 3 (5 ago) | PS18  | 18:35 | Vekkula 2                   | 20,65 km  | Takamoto Katsuta Aaron Johnston   | 10'32"8 | 117,5 km/h     | Elfyn Evans Scott Martin        |  |
|                    |       |       |                             |           |                                   |         |                |                                 |  |
| Frazione 4 (6 ago) | PS19  | 07:53 | Moksi-Sahloinen 1           | 16,56 km  | Elfyn Evans Scott Martin          | 7'34"9  | 131,1 km/h     | Elfyn Evans Scott Martin        |  |
| Frazione 4 (6 ago) | PS20  | 09:05 | Himos-Jämsä 1               | 12,04 km  | Takamoto Katsuta Aaron Johnston   | 5'04"4  | 109,5 km/h     | Elfyn Evans Scott Martin        |  |
| Frazione 4 (6 ago) | PS21  | 10:30 | Moksi-Sahloinen 2           | 16,56 km  | Elfyn Evans Scott Martin          | 7'26"7  | 133,5 km/h     | Elfyn Evans Scott Martin        |  |
| Frazione 4 (6 ago) | PS22  | 13:15 | Himos-Jämsä 2 (power stage) | 12,04 km  | Elfyn Evans Scott Martin          | 4'54"1  | 113,3 km/h     | Elfyn Evans Scott Martin        |  |

### Power stage
PS22: Himos-Jämsä 2 di 9,26 km, disputatasi domenica 6 agosto 2023 alle ore 13:15 (UTC+3).
| Pos. | Nº | Pilota             | Copilota         | Auto                   | Squadra                 | Classe | Tempo    | Distacco | PP | PC |
| ---- | -- | ------------------ | ---------------- | ---------------------- | ----------------------- | ------ | -------- | -------- | -- | -- |
| 1    | 33 | Elfyn Evans        | Scott Martin     | Toyota GR Yaris Rally1 | Toyota Gazoo Racing WRT | Rally1 | 4'54"186 | –        | 5  | 5  |
| 2    | 11 | Thierry Neuville   | Martijn Wydaeghe | Hyundai i20 N Rally1   | Hyundai Shell Mobis WRT | Rally1 | 4'55"026 | +0"840   | 4  | 4  |
| 3    | 3  | Teemu Suninen      | Mikko Markkula   | Hyundai i20 N Rally1   | Hyundai Shell Mobis WRT | Rally1 | 4'56"480 | +2"294   | 3  | 3  |
| 4    | 18 | Takamoto Katsuta   | Aaron Johnston   | Toyota GR Yaris Rally1 | Toyota Gazoo Racing WRT | Rally1 | 4'58"425 | +4"239   | 2  | 2  |
| 5    | 97 | Jari-Matti Latvala | Juho Hänninen    | Toyota GR Yaris Rally1 | Toyota Gazoo Racing WRT | Rally1 | 5'02"775 | +8"589   | 1  | -  |

Legenda: Pos.= Posizione; Nº = Numero di gara; PP = Punti campionato piloti/copiloti; PC = Punti campionato costruttori.

## Classifiche mondiali
Classifica piloti
| Pos. | Pos. | Pilota               | Punti |
| ---- | ---- | -------------------- | ----- |
| 1    |      | Kalle Rovanperä      | 170   |
| 2    |      | Elfyn Evans          | 145   |
| 3    |      | Thierry Neuville     | 134   |
| 4    |      | Ott Tänak            | 104   |
| 5    |      | Sébastien Ogier      | 98    |
| 6    | 1    | Esapekka Lappi       | 87    |
| 7    |      | Takamoto Katsuta     | 58    |
| 8    | 1    | Daniel Sordo         | 46    |
| 9    | 2    | Teemu Suninen        | 34    |
| 10   | 1    | Pierre-Louis Loubet  | 28    |
| 11   | 1    | Oliver Solberg       | 25    |
| 12   | 2    | Craig Breen          | 19    |
| 13   |      | Andreas Mikkelsen    | 17    |
| 14   |      | Gus Greensmith       | 16    |
| 15   |      | Yohan Rossel         | 12    |
| 16   | N    | Jari-Matti Latvala   | 11    |
| 17   | 1    | Kajetan Kajetanowicz | 11    |
| 18   | 3    | Sami Pajari          | 8     |
| 19   | 2    | Emil Lindholm        | 6     |
| 20   | 2    | Nikolaj Grjazin      | 5     |
| 21   | N    | Adrien Fourmaux      | 4     |
| 22   | 3    | Mikołaj Marczyk      | 2     |
| 23   | 3    | Ole Christian Veiby  | 2     |
| 24   | 2    | Martin Prokop        | 1     |
| 25   | 2    | Erik Cais            | 1     |

Classifica copiloti
| Pos. | Pos. | Pilota                 | Punti |
| ---- | ---- | ---------------------- | ----- |
| 1    |      | Jonne Halttunen        | 170   |
| 2    |      | Scott Martin           | 145   |
| 3    |      | Martijn Wydaeghe       | 134   |
| 4    |      | Martin Järveoja        | 104   |
| 5    |      | Vincent Landais        | 98    |
| 6    |      | Janne Ferm             | 87    |
| 7    | 1    | Aaron Johnston         | 58    |
| 8    | 1    | Cándido Carrera        | 46    |
| 9    | 2    | Mikko Markkula         | 34    |
| 10   | 1    | Nicolas Gilsoul        | 28    |
| 11   | 2    | Elliot Edmondson       | 25    |
| 12   | 2    | James Fulton           | 19    |
| 13   | 1    | Torstein Eriksen       | 19    |
| 14   |      | Jonas Andersson        | 16    |
| 15   |      | Arnaud Dunand          | 12    |
| 16   | N    | Juho Hänninen          | 11    |
| 17   | 1    | Maciej Szczepaniak     | 11    |
| 18   | 2    | Enni Mälkönen          | 8     |
| 19   | 2    | Reeta Hämäläinen       | 6     |
| 20   | 2    | Konstantin Aleksandrov | 3     |
| 21   | N    | Alexandre Coria        | 4     |
| 22   | 3    | Szymon Gospodarczyk    | 2     |
| 23   | 2    | Petr Těšínský          | 1     |
| 24   | 2    | Zdeněk Jůrka           | 1     |

Classifica costruttori WRC
| Pos. | Pos. | Squadra                 | Punti |
| ---- | ---- | ----------------------- | ----- |
| 1    |      | Toyota Gazoo Racing WRT | 378   |
| 2    |      | Hyundai Shell Mobis WRT | 311   |
| 3    |      | M-Sport Ford WRT        | 205   |

Legenda: Pos.= Posizione;  N = In classifica per la prima volta.